# Tasapampa
Tasapampa ist eine Ortschaft im Departamento Chuquisaca im südamerikanischen Andenstaat Bolivien.

## Lage im Nahraum
Tasapampa ist der viertgrößte Ort des Kanton Yotala im Municipio Yotala in der Provinz Oropeza. Die Ortschaft liegt auf einer Höhe von 2305 m am linken, nördlichen Ufer des Río Pilcomayo an der Mündung des Cachi Mayu und des Río Chakha.

## Geographie
Tasapampa liegt zwischen dem bolivianischen Altiplano im Westen und der Cordillera Central im Osten. Das Klima der Region ist ein typisches Tageszeitenklima, bei dem die Temperaturschwankungen im Tagesverlauf stärker ausfallen als im Jahresverlauf.
Die Jahresdurchschnittstemperatur am Río Pilcomayo beträgt etwa 11 °C (siehe Klimadiagramm Tasapampa), die Monatswerte schwanken nur unwesentlich zwischen 7 °C im Juli und 12 bis 13 °C von Oktober bis März. Die jährliche Niederschlagsmenge liegt bei knapp 500 mm, die Monate April bis Oktober sind arid mit Monatswerten unter 25 mm, nur im Januar wird im langjährigen Mittel ein Niederschlag von 100 mm erreicht.

## Verkehrsnetz
Tasapampa liegt in einer Entfernung von 61 Straßenkilometern südlich von Sucre, der Hauptstadt des Departamentos.
Durch Sucre führt die 900 Kilometer lange Nationalstraße Ruta 5, die vom bolivianischen Tiefland über Sucre und Potosí zur chilenischen Grenze im Westen führt. Von Sucre aus Richtung Potosí zweigt direkt vor der Überquerung des Río Pilcomayo eine unbefestigte und immer wieder erosionsgefährdete Landstraße in westlicher Richtung von der Ruta 5 ab und erreicht Tasapampa nach vierzehn Kilometern.

## Bevölkerung
Die Einwohnerzahl der Ortschaft ist im vergangenen Jahrzehnt leicht angestiegen:
| Jahr | Einwohner         | Quelle       |
| ---- | ----------------- | ------------ |
| 1992 | keine Detaildaten | Volkszählung |
| 2001 | 379               | Volkszählung |
| 2012 | 416               | Volkszählung |
| 2024 |                   | Volkszählung |

Die Region weist einen hohen Anteil an Quechua-Bevölkerung auf, im Municipio Yotala sprechen 94,2 Prozent der Bevölkerung Quechua.